# SeaWorld Abu Dhabi
SeaWorld Abu Dhabi est un parc à thème sur la vie marine et un centre de recherche, de sauvetage et de réadaptation sur les animaux qui doit a ouvert ses portes le 23 mai 2023 sur l'île de Yas à Abou Dabi, la capitale des Émirats arabes unis. C'est le premier parc SeaWorld en dehors des États-Unis et le premier parc sans orques. La société Miral basée à Abu Dabi est le propriétaire et l'exploitant du projet sous une licence de SeaWorld Parks & Entertainment.

## Histoire
Le 13 décembre 2016, SeaWorld Parks & Entertainment a annoncé un nouveau partenariat avec Miral pour créer SeaWorld Abu Dhabi sur l'île de Yas. Le parc sera situé au nord-est de Ferrari World. SeaWorld accorde une licence à la marque à Miral, qui financera entièrement le projet. Le 5 octobre 2020, SeaWorld Parks and Entertainment officialise dans une déclaration que la construction de SeaWorld Abu Dhabi serait terminée en 2022.
En 2023, Miral annonce l'ouverture du centre de recherche, de sauvetage, de réhabilitation et de retour marin Yas SeaWorld Research & Rescue.
Une cérémonie d'inauguration est organisée le 22 mai 2023 en présence notamment de l'artiste Hussain Al Jassmi, de SE Mohamed Khalifa Al Mubarak, président de Miral et de Scott Ross , président de SeaWorld Parks & Entertainment. Le parc ouvre ses portes au public le lendemain, le 23 mai 2023.

## Les attractions
SeaWorld Abu Dhabi est composé de huit zones thématiques : One Ocean, Abu Dhabi Ocean, Rocky Point, MicroOcean, Tropical Ocean, Arctic, Antarctica et Endless Ocean. Le parc présente 150 espèces d'animaux marins ainsi que plusieurs expositions, expériences interactives et attractions mécaniques.

### Montagnes russes
- Eel Racer - Montagnes russes assises de Zamperla (2023)
- Manta Coaster - Montagnes russes lancées d'Intamin (2023)

### Autres attractions
- Explorer’s Sea Base - Aire de jeu (2023)
- Hypersphere 360° - Cinéma dynamique d'Intamin (2023)
- Jelly Plunge - Jumpin’ Tower de Zamperla (2023)
- Kelp Climb - Aire de jeu (2023)
- Octozoom! - Rockin' Tug de Zamperla (2023)
- Penguin Play - Aire de jeu (2023)
- Shipwreck Cove - Zone de jeux (2023)
- Turtle Twist - WindstarZ de Zamperla (2023)

## Yas SeaWorld Research & Rescue
Yas SeaWorld Research and Rescue a été ouvert en février 2023 pour secourir les animaux marins blessés, malades et orphelins dans le golfe Persique. Le seul de son genre dans la région, le centre se concentre sur la réhabilitation et le retour d'animaux sains dans leurs habitats naturels. Il vise également à éduquer le public sur la conservation de la faune et des écosystèmes marins des Émirats arabes unis. 
L'installation de 8 602 mètres carrés est dirigée par des scientifiques marins, des zoologistes, du personnel de sauvetage qualifié et des experts en soins des animaux, avec un accent particulier sur la biodiversité marine, la résilience des écosystèmes, la conservation de la faune sensible, la restauration des habitats critiques, la pêche, la pollution et la santé de la faune.
Au sein du centre de recherche se trouvent trois laboratoires secs, un laboratoire humide, une installation d'aquaculture et des bassins de sauvetage pour les grandes et petites créatures marines, soutenus par une flotte de véhicules de sauvetage (y compris des bateaux de sauvetage) et un hôpital vétérinaire sur place. 